# Andrea Jiménez
Andrea Jiménez (* 26. November 2001) ist eine spanische Sprinterin, die sich auf den 400-Meter-Lauf spezialisiert hat.

## Sportliche Laufbahn
Erste internationale Erfahrungen sammelte Andrea Jiménez beim Europäischen Olympischen Jugendfestival (EYOF) 2017 in Győr, bei dem sie in 53,55 s die Goldmedaille gewann. Im Jahr darauf belegte sie bei den U18-Europameisterschaften ebendort in 53,56 s den fünften Platz und nahm im Herbst an den Olympischen Jugendspielen in Buenos Aires teil und erreichte dort Rang acht. 2019 wurde sie dann bei den U20-Europameisterschaften in Borås in 53,22 s Fünfte und 2021 schied sie bei den Halleneuropameisterschaften 2021 in Toruń mit 54,34 s in der ersten Runde aus. Anfang Mai belegte sie dann bei den World Athletics Relays im polnischen Chorzów in 3:19,65 min den sechsten Platz in der Mixed-Staffel und im Vorlauf stellte sie mit 3:18,98 min einen neuen Landesrekord auf. Im Juli schied sie bei den U23-Europameisterschaften in Tallinn mit 53,67 s im Halbfinale über 400 m aus und im Staffelbewerb gelangte sie nach 3:33,54 min auf Rang sieben.
2020 wurde Jiménez spanische Meisterin im 400-Meter-Lauf sowie 2019 und 2020 in der 4-mal-400-Meter-Staffel.

## Persönliche Bestzeiten
- 400 Meter: 53,10 s, 26. Juni 2021 in Getafe
  - 400 Meter (Halle): 53,48 s, 16. Februar 2020 in Madrid (spanischer U20-Rekord)